# 宜蘭菝葜
宜蘭菝葜（学名：Smilax discotis），又名托柄菝葜，为菝葜科菝契屬下的一个种。